# История Казани

## Первое упоминание
Наиболее раннее летописное упоминание первой (старой) Казани содержится в Рогожском летописце под 1391 г. при описании похода ушкуйников, разграбивших Джукетау и Казань. Сообщение это повторяется в Симеоновской летописи и Московском своде 1479 г. Новая Казань (современная) была основана в 1438 году как столица Казанского ханства Улу-Мухамедом .

## Происхождение названия
О происхождении названия Казани существует несколько версий и легенд:
- Закипевший котёл. Согласно наиболее общепринятой мифологической версии, колдун посоветовал татарам построить город там, где без всякого огня будет кипеть врытый в землю котёл с водой. В результате подобное место было найдено на берегу озера Кабан (синоним Кубань). Версия основана на предположении, что на современном татарском «котёл» назывался «казан». Отсюда якобы и пошло имя города Казань. Аналогичный эпос имеется и у Ногайцев, которые жили вблизи термальных источников Кавказа.
- Утопленный котелок. Алтынбек, старший сын татарского хана Габдуллы, как-то решил разбить стоянку на берегу неизвестной реки. Он послал слугу за водой с казаном. Из-за того, что берег был крутой и зачерпывать воду было неудобно как и спускаться туда, слуга уронил и утопил котёл в воду. Этот случай и дал название реке Казанке, а впоследствии и городу на её берегу.Все оренбургские казанские татара числом превосходят настоящих казанских, да и прочих, в рассеянии живущих, наберется не меньше, как и казанских. Казанские татары получили свое название от главного города Казани - а она прозвана так от татарского слова казанъ, котел, который слугою основателя сего города хана Алтына Бека, опущен не нарочно, когда он черпал господину своему на умовение воду, в речке ныне называемой Казанкою. В прочем, по собственным преданиям, не особливого колена, но произошли от оставшихся тут [в Казани] на поселении разных поколений ратоборцов и от привлеченных в Казань иностранцов, а особливо ногайских татар, которые все чрез соединение свое в единое общество составили особый народ. — Миллер Карл Вильгельм. «Описание всех в Российском государстве обитающих народов,..» Часть вторая. О народах татарского племени. С-П, 1776 г. Пер. с немецкого.[2]  — Георги, Иоганн Готлиб. Описание всех обитающих в Российском государстве народов : их житейских обрядов, обыкновений, одежд, жилищ, упражнений, забав, вероисповеданий и других достопамятностей[3] Ч. 2 : О народах татарского племени и других не решенного еще происхождения Северных Сибирских. - 1799.[3]
- Перекопские беженцы (татары) из Крыма (Тавриды)Казанское, бывшее нѣкогда Татарское, Царство получило названіе отъ своего столичнаго города, а этотъ отъ рѣки Казанки (Kasanska), обтекающей его своимъ извилистымъ русломъ. Казань построена Перекопскими бѣглецами изъ Тавриды, въ княженіе Василія Васильевича въ Московій. Василій Ивановичь заставить ее брать от него Царей себѣ. А потомъ, когда она возмутилась было, онъ стѣенить ее лишеніями опасной войны, однако ж не покорилъ. Но въ 7061 году, отъ С. М., въ 1552 отъ Р. Х., сынъ его, Иванъ, взялъ Казань, послѣ шестимѣсячной осады вместѣ съ ея Черемисами (Ceremissis), заставилъ смириться подъ властью Москвы. Однако жь, въ видѣ вознагражденія за обиду подчинить ей сосѣднюю себѣ Болгарію (Bulgariam), которой терпѣть не мог за частые мятежи, чтобы эта страна, не привыкшая къ покорности, научилась носить чужое иго, и украсиль Казань учрежденіемъ въ ней Митрополіи и мѣстопребыванія Митрополита. — Путешествие в Московию барона Августина Майерберга и Горация Вильгельма Кальвуччи, послов Августейшего Римского Императора Леопольда к Царю и Великому Князю Алексею Михайловичу в 1661 году, описанное самим бароном Майербергом.
- Башкирский лингвист Киекбаев утверждает, что слово Казан происходит от «каен» — берёза. При этом учёный ссылается на название деревни Казанлы в Башкирии, расположенной среди берёзовых рощ.
- Писатель Юсуп Гарай утверждает, что слово «казан» в некоторых тюркских языках использовалось когда-то в значении «водная трава» (мать-и-мачеха или лебеда душистая). Однако примеров употребления на территории современного Татарстана слова «казан» в значении названных трав автор версии не приводит.
- Филолог Гумер Саттаров присоединяется к гипотезе, связанной с названием реки Казан, которое, восходит к названию племени «каз» (гусь), обитавшему в древности в бассейне этой реки.
- В. Егоров предлагает гипотезу взятую с народной легенды о том, что город назван в честь своего основателя — князя Хасана, он же Хусаин или сокращенно Саин. Из сведений и источников:  По словам Абулгази хана, отцом Улу Мухаммада первого хана Казани является «Ичкиле Хасан», он и основал Казань, из-за чего чуваши называют город Хасан (Хусан).  В труде «Диван ал-Инша» генеалогия Улу Мухаммад Хана описывается следующим образом: «... Мухаммад Хан, сын Хасана, сын Ахи Токтамыш хана...»  В списке произведений Кырыми, которым пользовался Луи-Матье Лангле, отец Улу Мухаммад-хана назван один из близких родственников Тохтамыша, Хасан Джефай.
- Чувашская легенда более простая где говорится что название города дано от реки Хуçанка (Казанки) - что означает Изломанная, Извилистая (букв. Со сгибами)
- Этнограф Г. Юсупов высказывает теорию, связанную с туркменским племенем «казансалор». Указывается, что топоним Казан широко распространён на Кубани (оз.Кабан), юге Украины в местах обитания половцев (дешт-и-кыпчак), на северо-западном берегу Каспийского моря и даже в северо-восточной Турции.

## Основание города
Казань возможно была основана как форпост на северных границах Волжской Булгарии Абд ар-Рахман ибн Мумином.
Согласно официальной версии, принятой в настоящее время, город был основан не менее 1000 лет назад. Основаниями для такой датировки являются якобы найденные во время раскопок на территории Казанского кремля уникальная чешская монета единственном в мире экземпляре (датированная правлением св. Вацлава, предположительно, чеканки 929—930 годов и ставшая самой ранней чешской монетой), остатки каменной кладки и деревянной городской ограды, предметы ремёсел и утвари (накладка венгерского типа, женские бусы и прочее), а также другие артефакты с менее явной датировкой. К изучению находок, имеющих отношение к возрасту Казани, были привлечены специалисты из 20 городов России и из 22 стран мира. Но многие археологи и историки оспаривают это основание.[кто?]
15 августа 1997 года монету нашел Богдан Сауленко в присутствии Юрия Григорьева и Айрата Ситдикова в домонгольском слое раскопа IX, расположенном к северо-востоку от Благовещенского собора Казанского кремля. На лицевой стороне монеты отчеканены имя «VACLAV CNIZ» (князь Вацлав) и равноплечий крест, а на оборотной — «PRAGA CIVITAS» (город Прага) и храм с двумя ступенями, между колоннами храма надпись: IOА. Она была изготовлена из свинца. При рентгенофлюоресцентном анализе в условиях Ратген-лаборатории Государственного музея Берлина 23 января 1998 года в составе монеты были обнаружены небольшие вкрапления серебра, меди и железа. Судя по отверстию на краю монеты, она использовалась в качестве украшения. Монета хранится в Музее истории государственности Татарстана.
В 1997 году, в раскопе XIII (участок Б/3, глубина 297 см от современной поверхности), расположенного у подножия северо-восточного склона Кремлевского холма за пределами ранних укреплений города был обнаружен обломок серебряного дирхема. Дирхем обрезан, диаметр 37 мм, вес сохранившегося обломка — 1,2 гр. Судя по последней букве, которая сохранилась на монете, и ее расположению в тексте, можно предположить, что она чеканилась при правителе Исмаиле Ахмаде Самани (892—907).
А по данным географа Петра Ивановича Рычкова, опубликованным в книге «Топография Оренбургская» в 1762 году, Казань была основана ханом Саином, после смерти Батыя:
По изъявленніюжъ въ Казанской истории, по смерти Батыевой царство его и Болгаское принялъ Ордынский царь Саинъ, который вместо раззореннаго Болгарского города Бряхимона, построилъ для себя столичной городъ Казань, и утвердясь тут онъ и последователи его Россійским местам причиняли многія раззореренія.
Аргументы ведущего специалиста АН СССР Алексея Смирнова и других учёных негативно относились к тому, что существование города в 1177 году означало его развитие до этого в течение многих десятилетий после основания и то, что он получался старше Москвы, которая была только основана в 1147 году.

## Казанское ханство
В 1399 году (по другим летописям, в 1395 году) Юрий Дмитриевич совершил успешный поход на Среднее Поволжье (под его командованием находились и войска его брата Василия I) — первый поход, в котором русские разорили достаточно обширные татарские земли, разгромив 14 городов (включая Казань, Булгар, Жукотин, Керменчук), приведя на Русь огромную добычу. Об этом упоминает татарский эпос «Идегей», известный в поздней редакции XVI века, где «князь-урус» наделён чертами Тохтамыша, Тамерлана и Ивана Грозного.
В 1438 году булгарская крепость была захвачена золотоордынским ханом Улу-Мухамеддом, город стал столицей Казанского ханства. В этот период развивалось производство кожаных, гончарных изделий, оружия. Казань имела торговые связи с Москвой, Крымом, Турцией и другими регионами. После захвата татаро-монголами территория Волжской Булгарии включается в основанное татаро-монголами государство — Золотую Орду. В XIII—XIV веках Казань переживает рост, становится важным торговым и политическим центром в составе Золотой Орды. Росту города способствует и удачное географическое положение на пересечении крупных торговых путей, соединяющих Восток и Запад. В русских летописях Казань начинает упоминаться с XIV—XV веков.
Началась чеканка собственных монет с указанием места чеканки — «Булгар аль-Джадид», то есть Новый Булгар.
Около 1469 года город посетил Афанасий Никитин, упомянувший его в своих путевых записках «Хожение за три моря».
Череда конфликтов с Московским княжеством в итоге привела к взятию Казани войсками Ивана Грозного в 1552 году, с последующим разрушением большей части города и переселением татар на болотистые берега озера Кабан, положив основу Старо-татарской слободы Казани. После взятия Казани в городе было освобождено 8000 русских рабов. После окончательного подавления восстаний в Казанском крае у города началась новая эпоха в истории — в составе Российского государства.

## В составе Русского государства
После завоевания города Иваном Грозным в 1552 году началось строительство нового, белокаменного Кремля. В посаде стали жить ремесленники, торговцы, переводившиеся по указанию Ивана Грозного иногда целыми слободами из разных русских городов, простой люд, неугодные Грозному бояре. При этом лояльные казанцы были переселены за посадскую стену в район за каналом-протоком Булак и озера Нижний Кабан, где к XVII—XVIII вв. сформировался уникальный ансамбль национальной татарской архитектуры — Старо-Татарская слобода.
В XVII веке в городе наблюдался экономический рост, были заложены ремесленные слободы, появились первые мануфактуры. В 1646 году, согласно переписной книге, в Казани было 5432 человека мужского населения и 1652 двора.

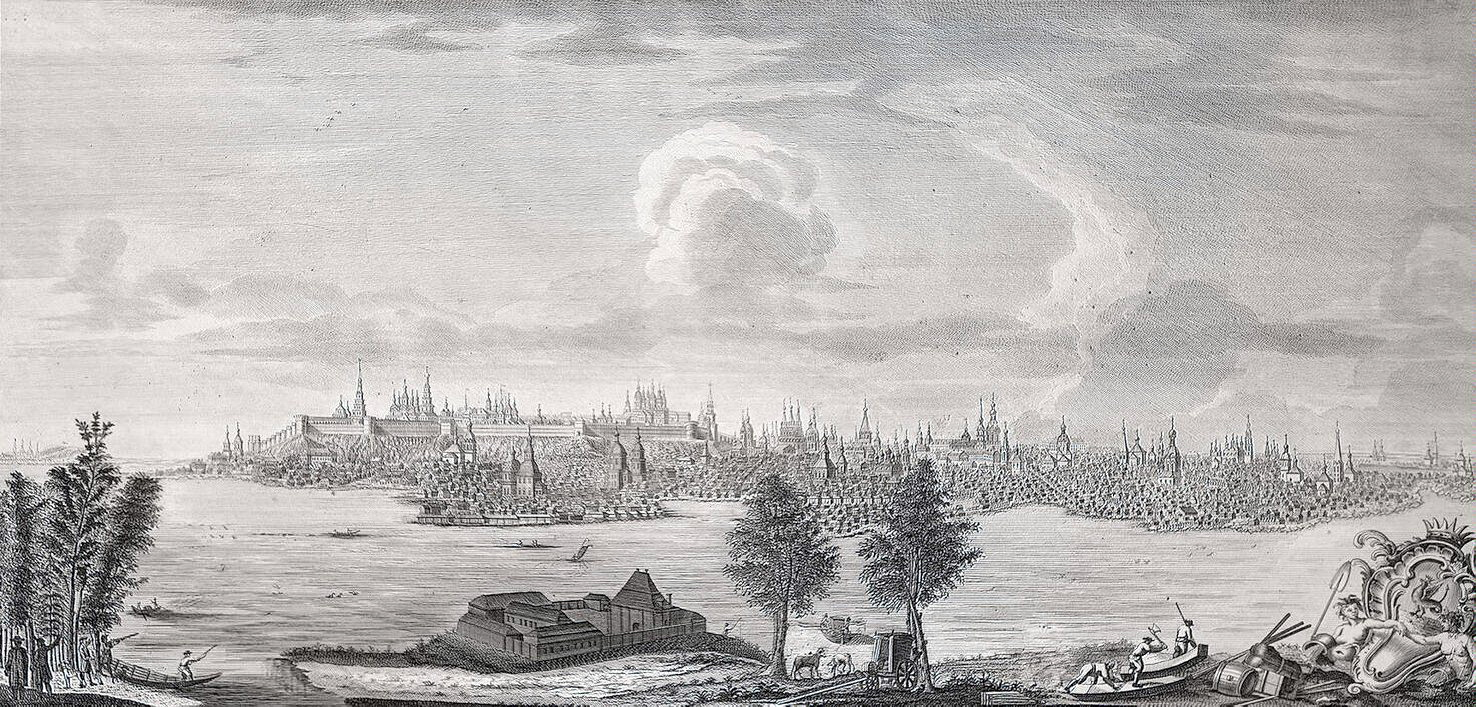
Казань в XVIII веке, гравюра Н. Ф. Челнакова

В 1708 году Казань стала столицей обширной Казанской губернии. В период правления Петра I город становится одним из важнейших промышленных и административных центров страны: были построены кожевенный завод, Казанская суконная мануфактура, в 1718 году основано Казанское адмиралтейство, выпускающее суда различного типа. В 1722 году в городе побывал Пётр I. С 60-х годов XVIII века застройка города начала принимать упорядоченный характер, появились деревянные мостовые, мосты через Булак и Казанку. Всего в Казани к концу XVIII века проживало около 22 тысяч человек, а с пригородными слободами — более 40 тысяч, и из них только около десяти процентов — татары.

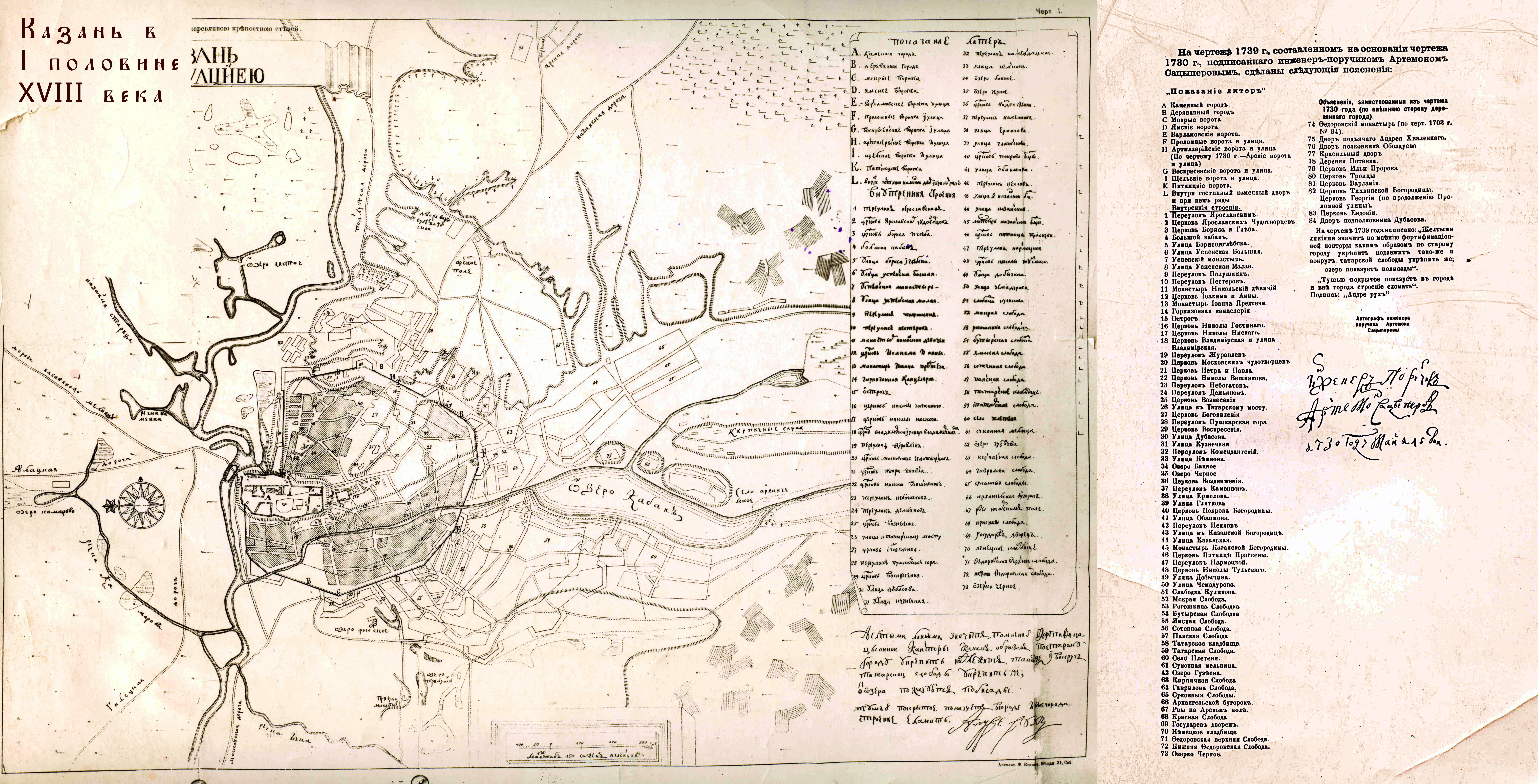
План Казани в начале XVIII века

После освоения Старо-Татарской слободы татарское население начало заселять смежные территории, так, череда событий привела к появлению т. н. Ново-Татарской слободы. 3 мая 1749 г. в Казани произошел сильный пожар в результате которого пострадала старо-татарская слобода и другие районы города, включая православные храмы и архиерейский дом. Епископ Лука Конашевич, получивший печальную известность своей «миссионерской» деятельностью, граничившей с произволом (в татарском фольклоре известен как «Аксак Каратун» (рус. хромой в чёрной шубе)), предпринял попытку вытеснить коренное население старо-татарской слободы в смежный район. Правительствующий сенат трижды отказал епископу Луке в его ходатайстве и предписал всем погорельцам строиться на прежних местах. Тем не менее епископ Лука начал строительство крещенской семинарии на территории старо-татарской слободы. В итоге часть жителей старо-татарской слободы, недовольных начатым строительством, подали прошение о переселении из прилегающих к семинарии земельных участков. Прошение было удовлетворено местными властями, для чего была ликвидирована русская деревня Поповка. Так было положено начало новому району города Ново-Татарской слободе. Конфронтационная по отношению к местным мусульманам деятельность епископа Луки, не соответствовала традициям мирного сосуществования русских и татар в казанском крае, и через несколько лет по указу Елизаветы Петровны от 9 октября 1755 г., епископ Лука был переведен из Казани на белгородскую кафедру.
В 1766 году по указу императрицы Екатерины II городом начала руководить избираемая городская дума. Особенно бурное развитие и застройка слобод начались после визита императрицы в Казань в 1767 году, когда она лично сняла все прежние ограничения строить каменные мечети и татарские общественные здания, а также в связи с её историческим указом 1773 года «О терпимости всех вероисповеданий», за что благодарные казанцы прозвали её «царицей-бабушкой». Подарила городу галеру и карету. Галера была утрачена при пожаре, а карета сохранилась в оригинале, а также установлена в виде реплики-памятником на пешеходной улице Баумана.

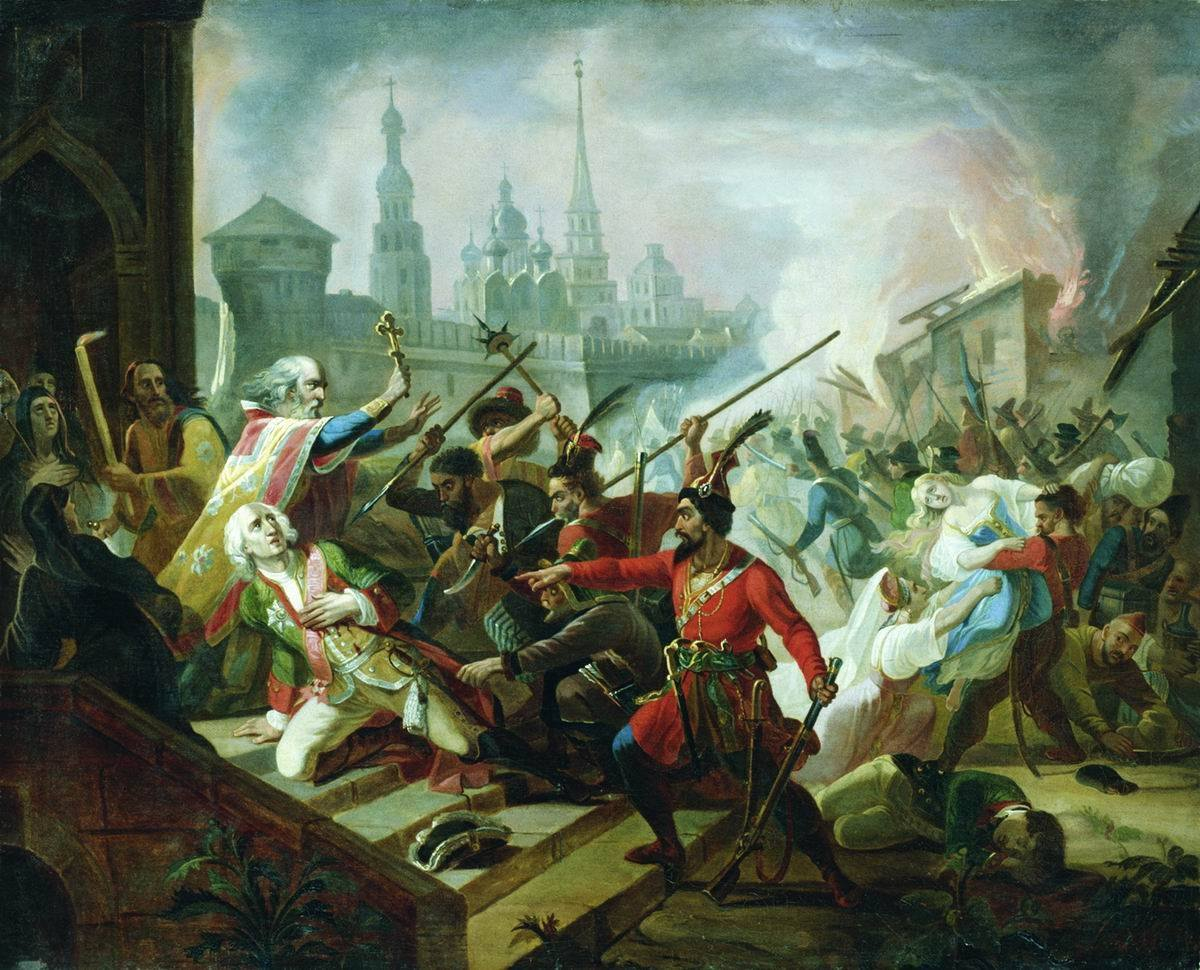
Моллер, Фёдор Антонович, Штурм Пугачёвым Казани, 1847 г.

Летом 1774 года во время восстания Емельяна Пугачёва Казань находилась в осадном положении. Повстанческое войско Пугачёва численностью 20 тысяч человек с 12 пушками 11 июля подошли к городу. 12 июля начался штурм города. Пугачёвцы захватили весь город, за исключением Кремля, где укрылись правительственные войска. После начавшегося пожара в городе Пугачёв вывел свои войска за город и через 3 дня потерпел поражение в битве на Арском поле. В результате пожара городу был причинён огромный ущерб, сгорело около 2200 домов. Согласно главному герою пушкинского романа «Капитанская дочка»:
Я приехал в Казань, опустошённую и погорелую. По улицам, наместо домов, лежали груды углей и торчали закоптелые стены без крыш и окон. Таков был след, оставленный Пугачёвым! Меня привезли в крепость, уцелевшую посереди сгоревшего города.
18 октября 1781 года Екатерина II утвердила герб города, в 1782 году — первый для города регулярный (генеральный) план застройки, который определил развитие города на полтора века.

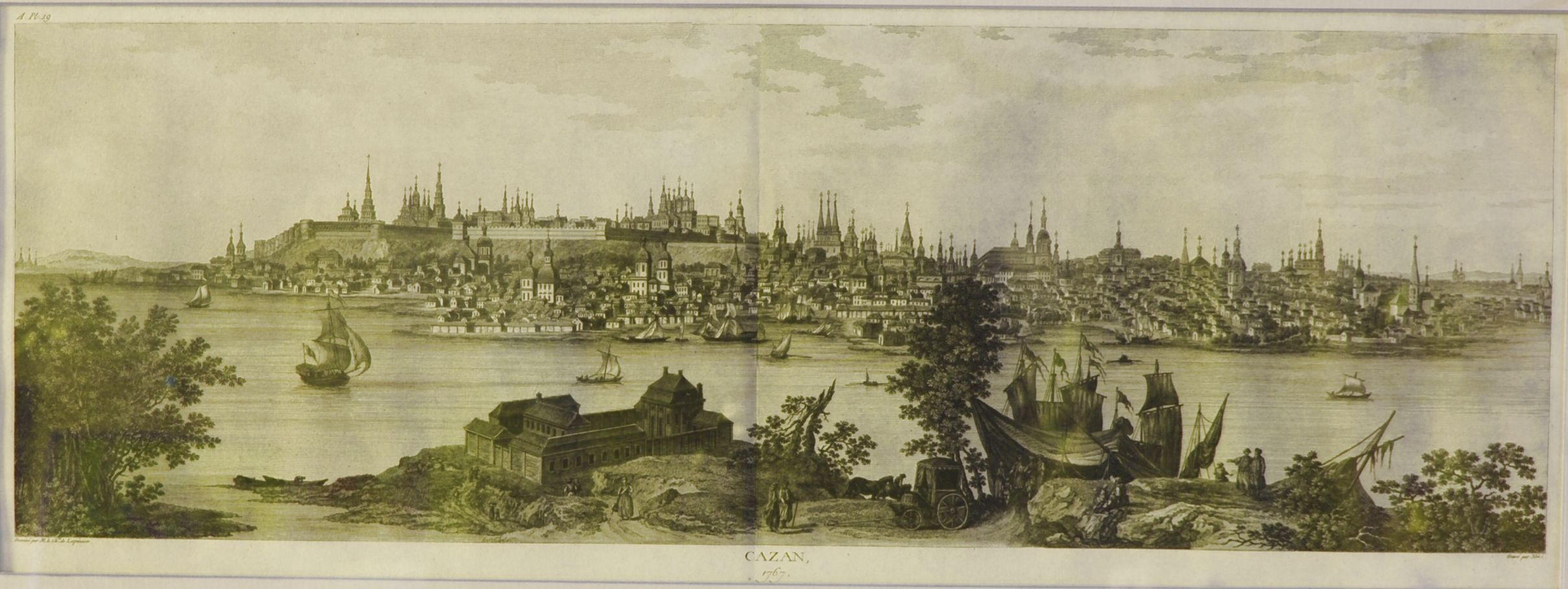
Вид Казани в 1767 г., гравюра Леспинаса

В 1782 году появилась татарская ратуша, 1791 году — постоянный театр. Во второй половине XIX века произошли существенные изменения в инфраструктуре Казани: появились одни из первых в России омнибусы (1854), газовое (1874) и электрическое (1897) освещение, третья в России конка (1875) и один из первых электрических трамваев (1899), телеграф (1859) и телефон (1881). В 1874 году открыт городской водопровод. К 1896 году было открыто сквозное железнодорожное движение от Казани до Москвы.

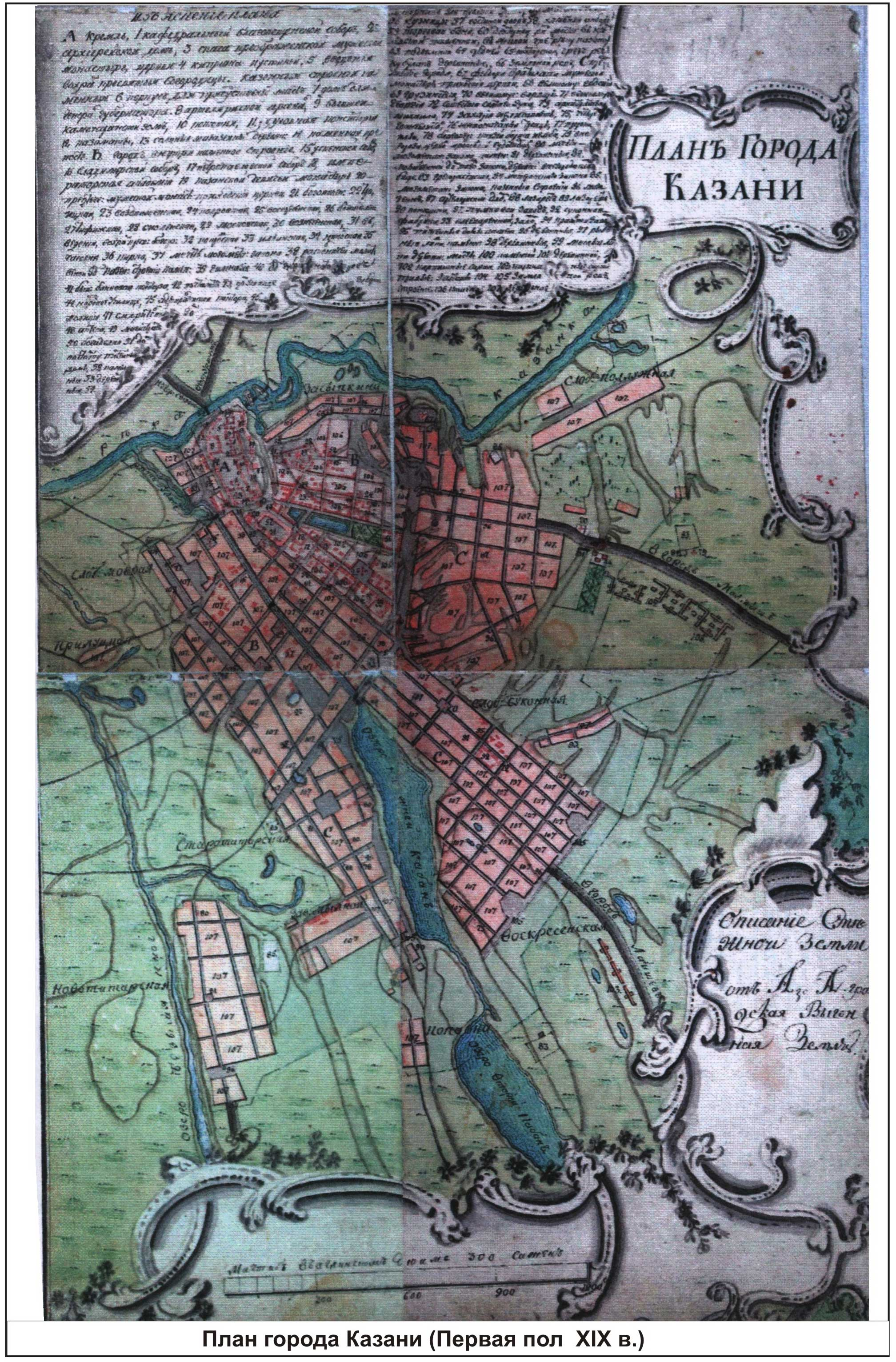
План Казани в начале XIX века

В 1844 году профессором Казанского университета Карлом Клаусом был открыт и назван в честь России рутений — единственный химический элемент, открытый в царской России и СССР до синтеза трансурановых элементов в конце XX века. В 1901 году открыта Казанская обсерватория.
Образовательные учреждения императорской Казани
Столица Казанской губернии стала образовательным и культурным центром Поволжья.
В 1718 году была открыта «Цифирная» школа при Казанском Адмиралтействе.
В 1723 году при казанском Федоровском монастыре была открыта Славяно-латинская школа, нацеленная на подготовку грамотных священников для Казанской епархии, впоследствии Славяно-латинская школа стала базой для учреждения в 1797 году Казанской Духовной академии.
Казань стала первым городом в российской провинции, в котором в 1759 году была открыта гимназия для обучения детей «дворян и разночинцев». Выпускниками Первой Казанской гимназии были Г. Р. Державин, С. Т. Аксаков, братья Панаевы, И. М. Симонов, А. М. Бутлеров, Н. И. Лобачевский и др. видные деятели российской науки и культуры.
В 1766 году открыта первая воскресная школа, в 1771 году — первые медресе, в 1786 году — Главное Народное училище.
Важным событием стало учреждение в 1804 году Казанского университета — третьего в России по времени создания и значимости — закрепившего за городом статус крупного научного центра, который долгое время оставался самым восточным университетом в Российской империи.
В 1841 году в Казани открыт Родионовский институт благородных девиц — закрытое привилегированное учебно-воспитательное заведение для дочерей дворян, на средства, завещанные помещицей А. Н. Родионовой.
В середине XIX века в Казани на средства Мариинского попечительства о слепых было открыто Училище для слепых детей (сейчас 2-я городская инфекционная больница).

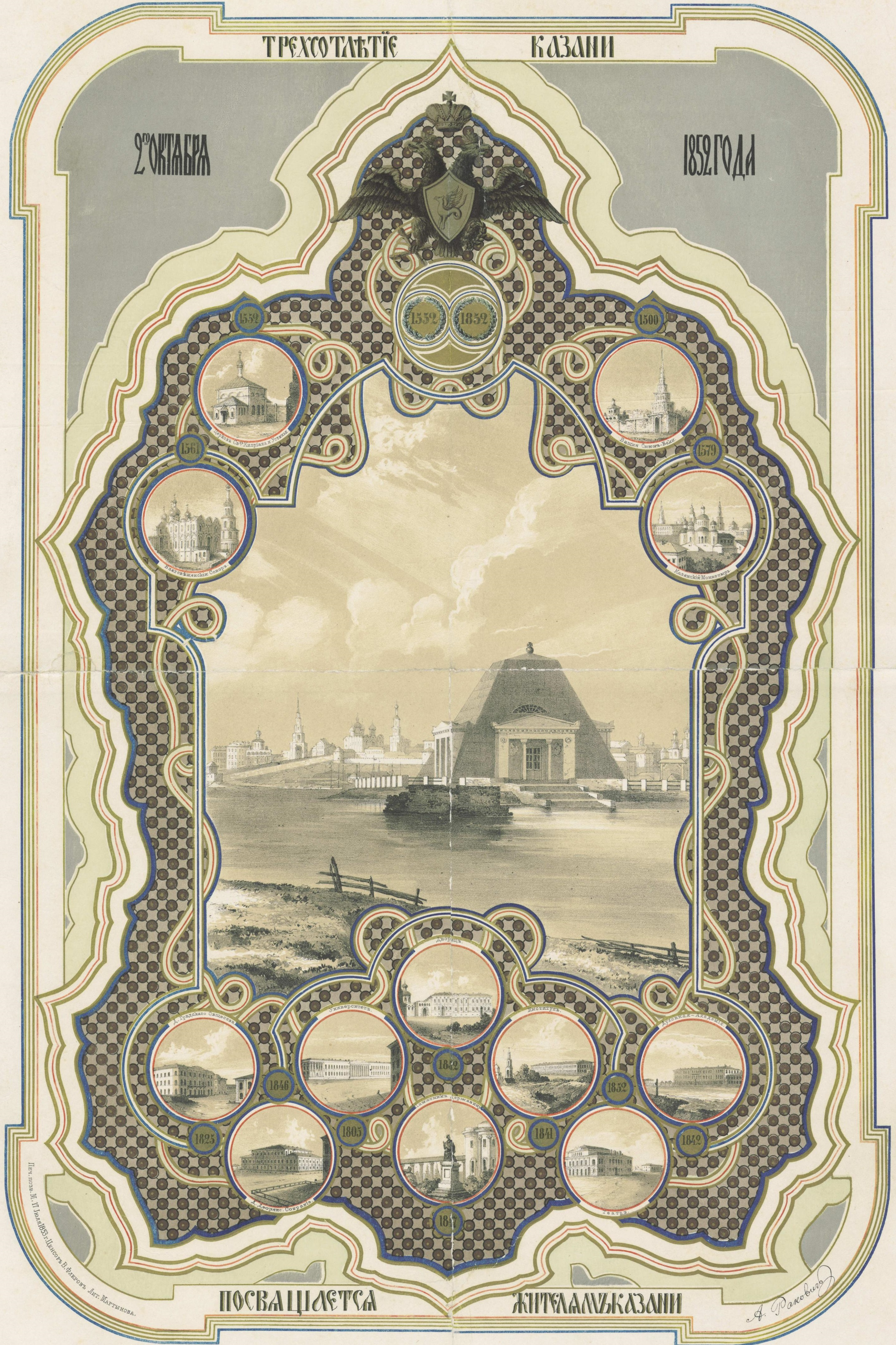
Ракович А. Н. Литография в честь 300-летия взятия Казани. 1853

В 1858 в Казани состоялось открытие Женского училища духовного ведомства для девушек из семей духовенства.
В 1890 г. открыто второе училище для девочек духовного сословия, получившее название «Епархиальное», где обучались также девочки-сироты из Александрийского приюта, изначально училище располагалось в здании приюта (сейчас Дом ученых, ул. Бутлерова, 30). В 1890—1892 гг. по проекту архитектора А. Е. Остовского на средства Ольги Сергеевны Гейне (Александровой) было построено новое двухэтажное здание училища с домовой церковью во имя Мученицы Царицы Александры (сейчас в этом здании английская школа № 18).
В 1859 году открыта Мариинская (в честь императрицы Марии) Первая казанская женская гимназия, имела статус женского училища 1 разряда.
Значительным событием в жизни губернии стало открытие в 1874 году Казанского Ветеринарного института, известного также научно-исследовательской работой.
В 1875 году на средства города основано Реальное училище (выпускники реального училища, в отличие от гимназистов, могли поступать только в технические ВУЗы), одним из выпускников училища был В. Молотов

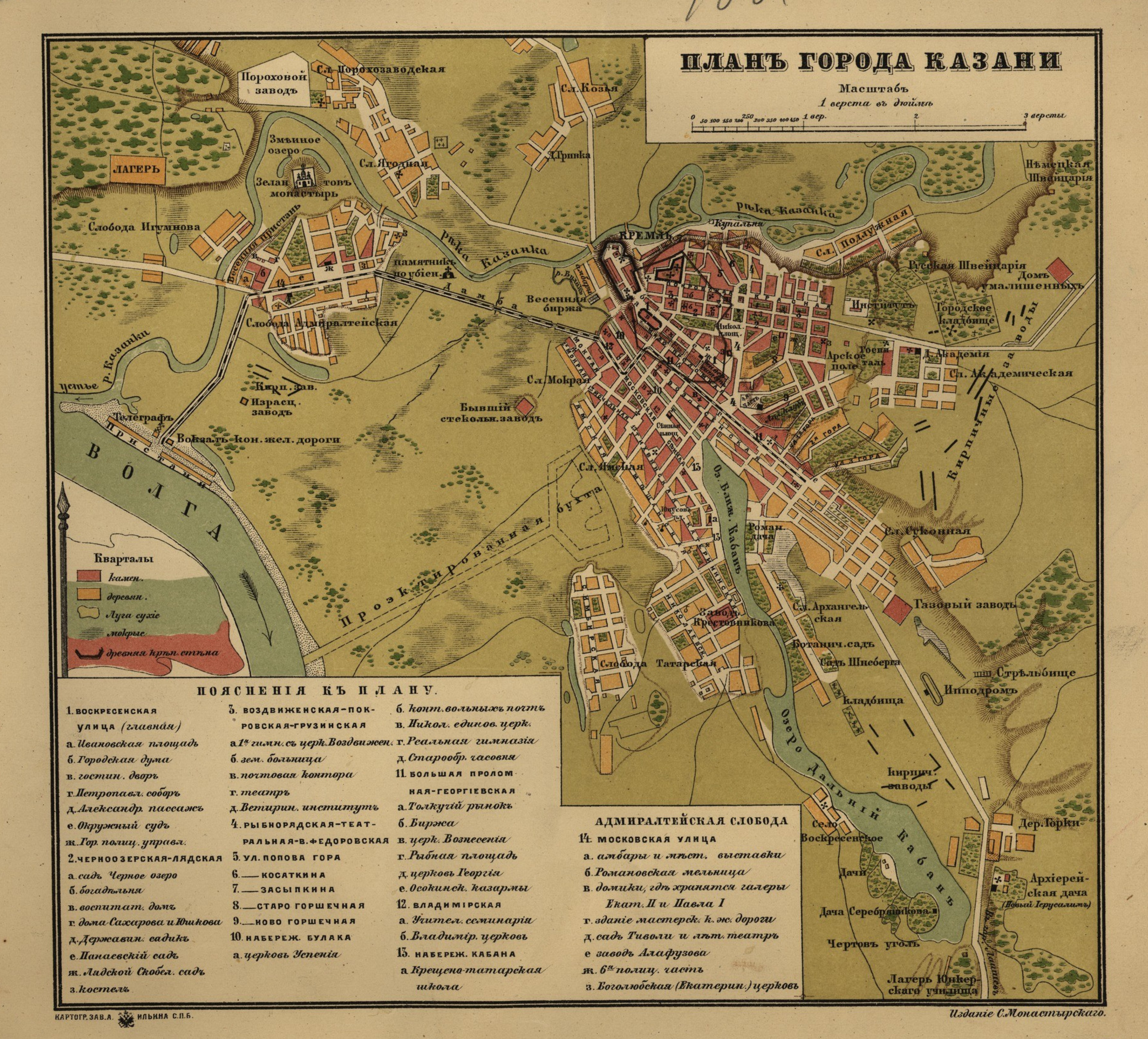
План Казани в конце XIX века

В 1876 года открыта Ксенинская (Вторая казанская) гимназия (по имени великой княжны Ксении Александровны).
В 1877 г. в Казани был проведен IV Археологический съезд.
Постановлением Министерства Народного просвещения Российской Империи в 1890 году в Казани было учреждено Соединенное среднее химико-технологическое училище и низшее техническое училище с механической, химической и строительной специальностями, одним из первых технических заведений в Казани и губернии.
Училище было оснащено новейшим оборудованием, так, профессор химии Казанского университета А. А. Альбицкий отмечал, «что лаборатория Казанского Промышленного Училища значительно превосходит Университетскую по своим удобствам».
Самым известным выпускником был С. М. Киров, которому как сироте обучение оплачивало Уржумское благотворительное общество. В 1919 году преобразовано в Казанский политехнический институт.
В 1895 году основана под патронажем Петербургской Академии Художеств Казанская художественная школа, выпускавшая художников-преподавателей для средних учебных заведений, среди преподавателей был Н. Фешин, после 1917 преобразована в Казанское художественное училище
в 1905 году в Казани основано Коммерческое училище. Строительство здания финансировали казанские купцы-меценаты В.Карякин и Я.Шамов (сейчас в здании Казанская Государственная сельскохозяйственная академия КГСА).
В 1913 году в Казани действовало уже 4 высших учебных заведения: Университет, Духовная академия, Ветеринарный институт, Высшие женские курсы.

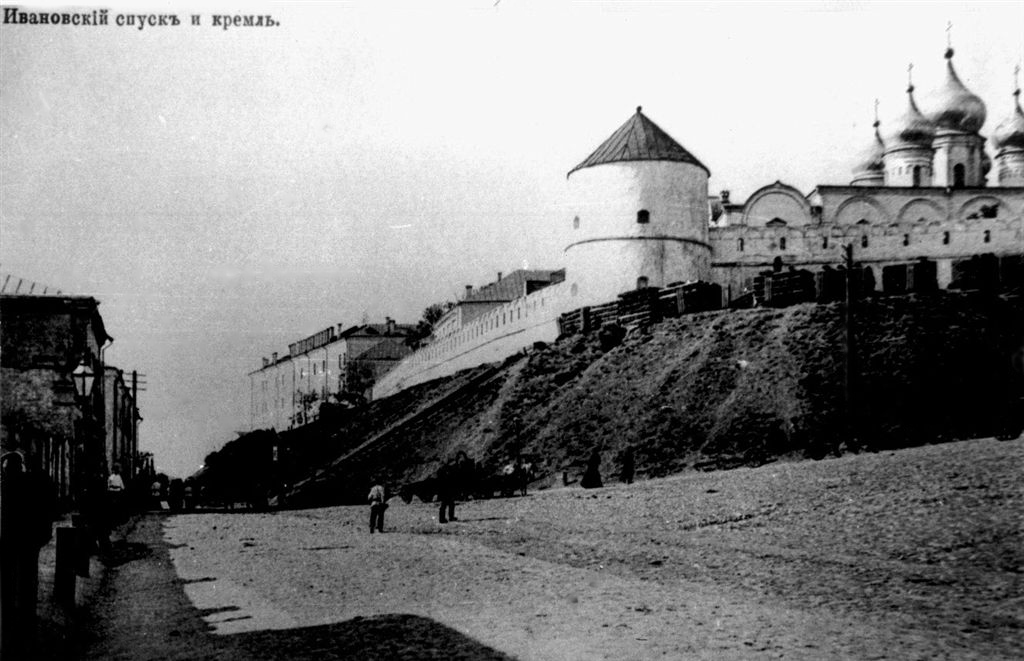
Вид Казанского кремля в конце XIX века
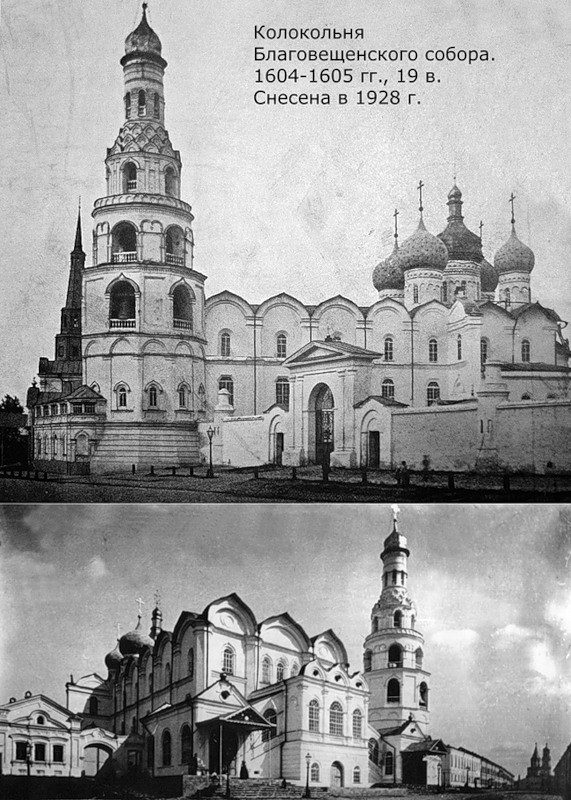
Благовещенский собор кремля
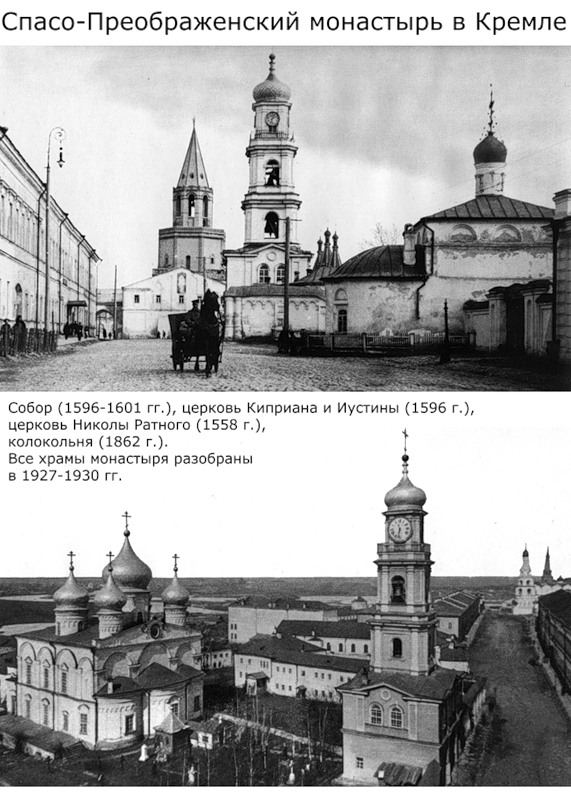
Спасо-Преображенский монастырь
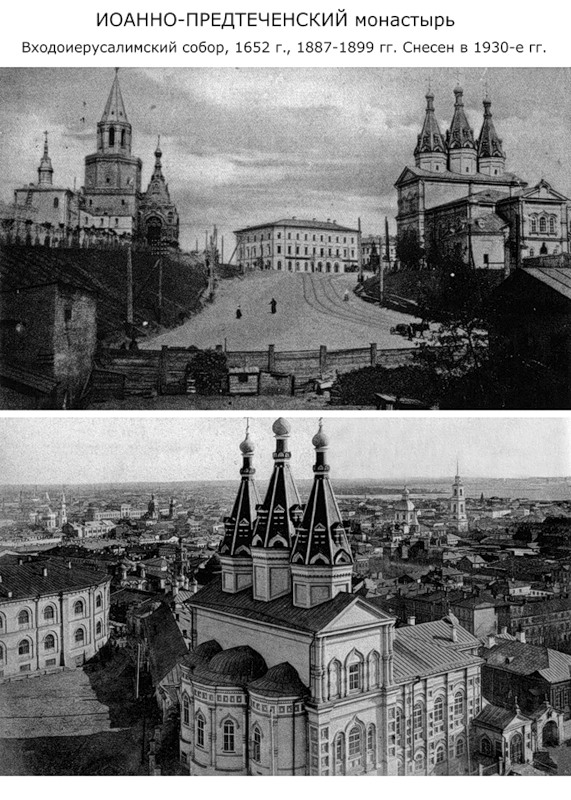
Казанский Иоанно-Предтеченский монастырь

## Советский период

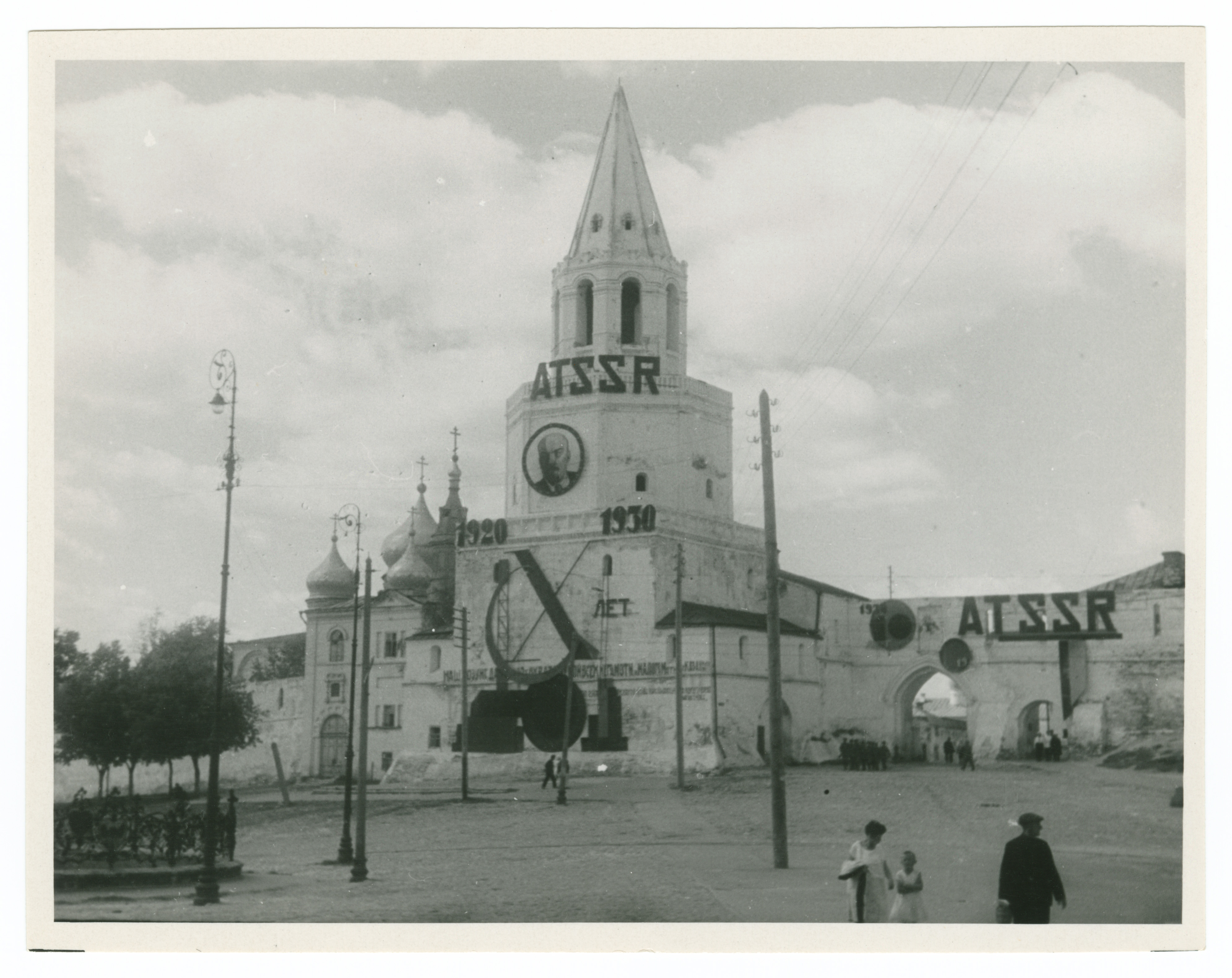
Портрет Ленина на Спасской башне Казанского кремля

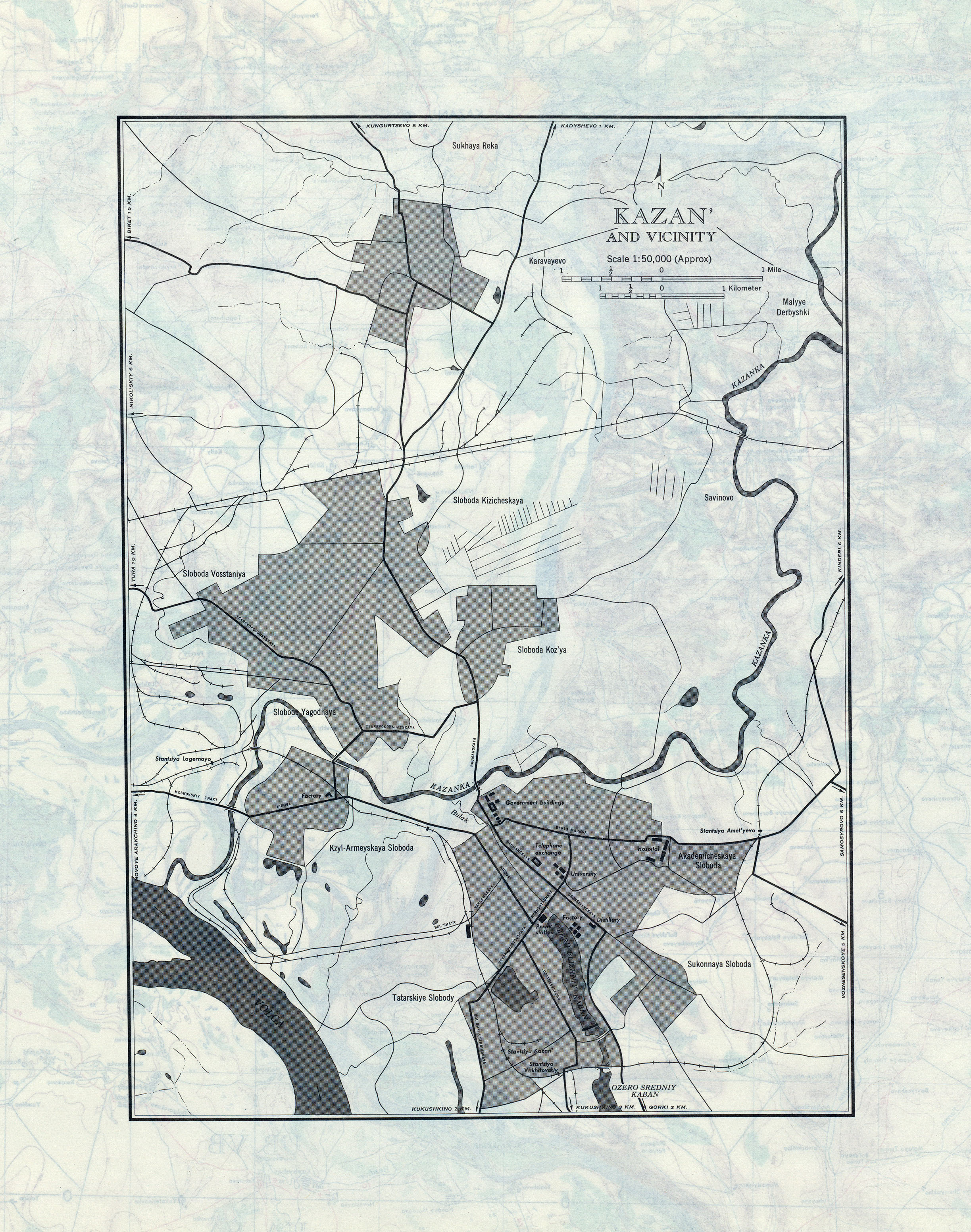
план Казани в середине XX века

В XX веке город ожидали большие потрясения. Казань стала одним из центров революции. 2 марта 1917 года в Казани был образован городской Совет рабочих и солдатских депутатов, была упразднена власть губернатора, чьи полномочия были переданы губернскому комиссару.
В 1918 году за город в ходе гражданской войны велись ожесточённые бои, в том числе за оказавшийся в городе и затем пропавший золотой запас царской России. Войска чехословацкого корпуса в ходе пятидневных боев взяли Казань 6 августа, а красные выбили их 10 сентября силами Пятой армии и Арской группы войск Второй армии.
27 мая 1920 года была образована Татарская АССР со столицей в Казани. В 30-е годы XX века началась интенсивная индустриализация города, сопровождавшаяся быстрым ростом населения и разрастанием севернее Казанки заречной части города, соизмеримой с исторической южной частью.
В годы Великой Отечественной войны в Казань были эвакуированы крупные заводы, а также Казань являлась временной научной «столицей» СССР в связи с эвакуацией сюда из Москвы и Ленинграда Академии Наук СССР (свыше 5 000 человек, включая 39 академиков и 44 члена-корреспондента), большинства всесоюзных НИИ и ряда КБ, что дало возможность основать сразу после войны первый из региональных центров и отделений АН СССР Казанский научный центр.. Рабочие Казани и эвакуированных в ней заводов дали фронту свыше 21 000 самолётов Пе-2, Пе-8 и У-2, десятки тысяч авиамоторов, биноклей, оптических приборов для разных видов техники, 103 тысячи тонн порохов, 134 миллиона снарядов разных, 4,4 миллиарда патронов разных, свыше 1 миллиона зарядов для реактивных установок. В госпиталях Казани прошли лечение 334 тысячи раненых красноармейцев.
После Великой Отечественной войны продолжилось активное развитие города, Казань стала одним из крупнейших промышленных, научных и культурных центров страны, численность населения города увеличилась в 2,5 раза и в 1979 году превысила 1 миллион человек. Город присоединил ряд посёлков, в том числе крупные эксклавы (Дербышки и Юдино) ещё в 1940-е годы, его основная часть стала приближаться к радиально-кольцевой планировке. Среди многих новых микрорайонов массовой многоэтажной жилой застройки появились два крупнейших, имеющих более чем 100-тысячное население, «спальных» района — Горки и Новое Савиново. Город стал одним из крупнейших речных портов и получил новый аэропорт.

## Новейшая история

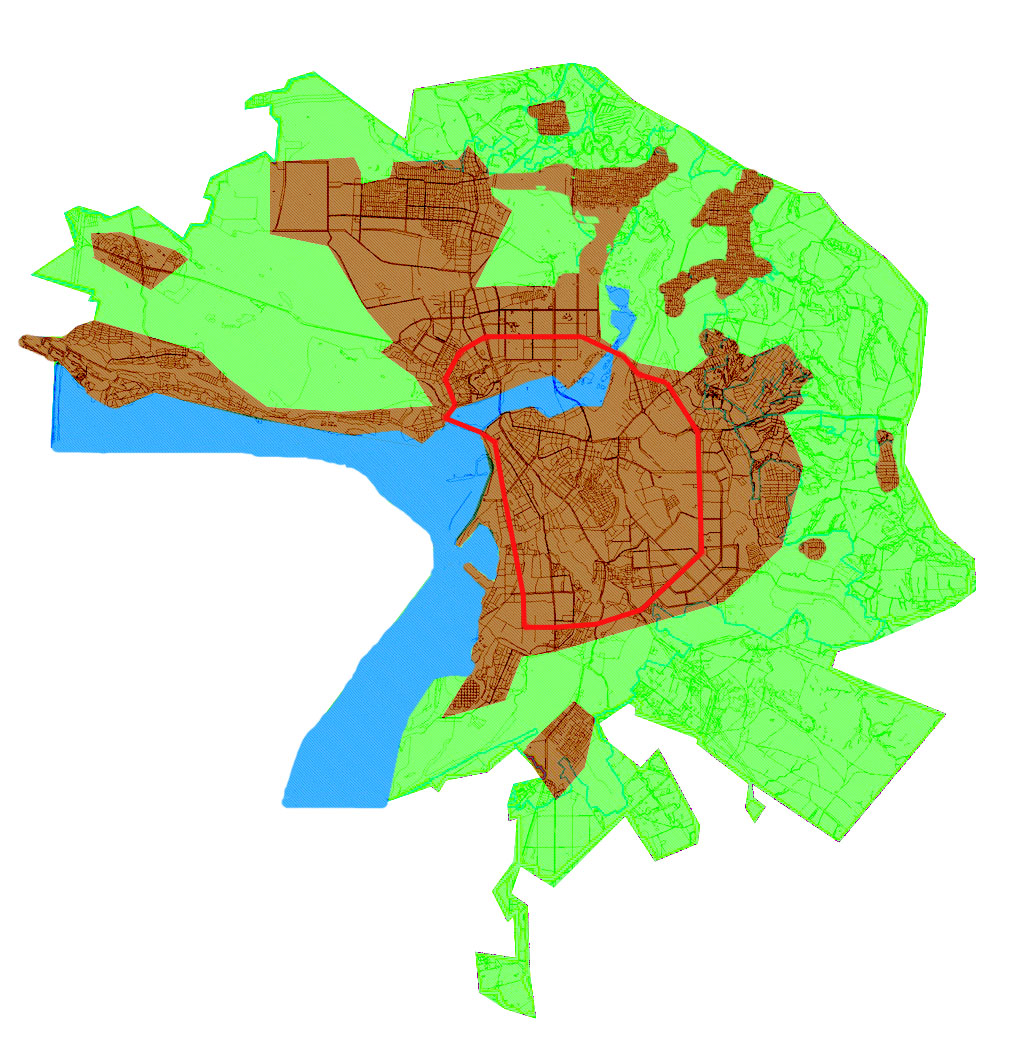
крупный план Казани с присоединёнными территориями в начале XXI века

В 1990 году город был объявлен столицей суверенной Республики Татарстан. С начала рыночной эпохи в 1990-е годы Казани удалось стать одним из важнейших межрегиональных политических, финансовых, спортивных, туристических центров страны. В списке российских городов по численности населения город поднялся с 10-го на 5-е место. В 2008 году город зарегистрировал бренд «Третья столица России», был объявлен спортивной «столицей» России, неофициально и полуофициально стал именоваться «столицей» российского федерализма и «столицей» всех татар мира.
В 2005 году было торжественно отпраздновано Тысячелетие (Миллениум) Казани, к которому были построены Казанский метрополитен, мечеть Кул-Шариф, мост Миллениум, новый ипподром, «Татнефть-Арена» и прочие сооружения, отреставрированы многие улицы центра города, обустроены новые пешеходная улица Петербургская, парк Тысячелетия, площадь Тысячелетия, реконструированы многие объекты культуры, религиозных культов, досуга, транспорта и прочей инфраструктуры, открыты несколько памятников, обновлены элементы городского благоустройства.
Город стало посещать около миллиона туристов в год, делая Казань одним из наиболее важных туристических центров России. Казанский кремль стал объектом-памятником Всемирного наследия ЮНЕСКО. В городе появились несколько иностранных генконсульств и других дипломатических, торговых, гуманитарных представительств. Город стал членом нескольких международных организаций столиц и городов, побратимом и партнёром более трёх десятков зарубежных городов. В городе проводились Саммит глав СНГ, Саммит служб безопасности мира и проводятся Kazansammit и другие важные форумы, конференции и мероприятия мирового уровня. В столицу Республики, как в мало какие другие города страны, нанесли визиты глава Китая, госсекретарь США, около трёх десятков президентов и премьеров иностранных государств. Дважды реконструированный и ставший международным аэропорт обеспечивает полёты в десятки городов разных стран и стал способен принимать крупнейшие аэробусы (класса Боинг 747 и Ан-124); организуется международное железнодорожное сообщение из города.
Активно продолжилось уплотнение существующих и строительство новых кварталов массовой жилой застройки. Так, третьим крупнейшим, имеющим более чем 100-тысячное население, «спальным» районом стало Азино, появились новые микрорайоны экопарк Дубрава, Солнечный город, Казань - XXI век (бывший Взлётный на территории старого аэропорта), Большая Крыловка, Радужный, Светлая долина и др., микрорайоны малоэтажной индивидуальной коттеджной застройки Казанская усадьба, Лесной городок, Ореховка и др., а также Деревня Универсиады. Город практически приобрёл радиально-кольцевую планировку с созданием исключающей транзитный транспортный поток Объездной дороги и внутригородских Малого и Большого казанских колец и новыми радиальными магистралями. На намывных и прилегающих территориях реки Казанка внутри города начато сооружение района нового делового центра Миллениум-Зилант-Сити и жилья, а вверх по Волге по её акватории строится выездная трасса на многокилометровой новой намывной дамбе. В уже сформировавшейся Казанской агломерации начато создание сразу трёх городов-спутников — Иннополис Казань, Салават Купере, СМАРТ Сити Казань. На протяжении всего постсоветского периода Казань является лидером по жилому строительству в Поволжье и одним из лидеров в России (как по государственным программам ликвидации ветхого жилья ранее и социальной ипотеке, так по строительству коммерческого жилья). В городе активизировалось высотное строительство, в 2008 году самым высоким зданием стала 26-этажная гостиница, к 2013 году построен 37-этажный жилой комплекс — первый в городе небоскрёб высотой более 100 метров, а также готовится строительство 53- и 60-этажных небоскрёбов.
В Казани начали действовать филиал Государственного Эрмитажа — центр «Эрмитаж-Казань», а также первый в мире Институт культуры мира (с поддержкой ЮНЕСКО). В городе проводятся съезды Всемирного конгресса татар.
В Казани стали ежегодно проводиться международные фестивали оперы Шаляпинский, балета Нуриевский, классической музыки Рахманиновский, оперный фестиваль на открытом воздухе «Казанская осень», современной музыки «Конкордия», фольк-рок-музыкальный «Сотворение мира», литературный «Аксёнов-фест», мусульманского кино «Золотой Минбар», ролевых игр «Зиланткон», многочисленные фестивали и конкурсы федерального и республиканского уровня.
Казань стала являться единственным городом в России, имеющим одновременно федеральный университет (КФУ — КГУ им. В. И. Ульянова-Ленина) и два национальных исследовательских университета (технический КНИТУ-КАИ им. А. Н. Туполева, технологический КНИТУ-КХТИ им. С. М. Кирова). Появившаяся в Казани Академия наук Республики Татарстан стала одной из первых республиканских Академий наук в России и вторым крупным многоотраслевым научным центром наряду с Казанским научным центром АН России.
Казань получила право проведения Всемирной Летней Универсиады 2013 г., Чемпионата мира по водным видам спорта 2015 и Чемпионата мира по футболу 2018. «Спортивная столица России» стала одним из российских лидеров по числу побед в различных видах спорта, в том числе по основным командным видам спорта (футбол, клуб «Рубин»; хоккей, клуб «Ак Барс»; волейболу, клуб «Зенит-Казань»; баскетбол, клуб «УНИКС»; хоккей с мячом, клуб «Динамо-Казань»; хоккей на траве, клуб «Динамо»; водное поло, клуб «Синтез») и провела первый Всероссийский форум «Россия — спортивная держава». Построенная за 3 года до проведения Универсиады, до и после неё её Деревня используется как студенческий кампус и федеральный центр подготовки сборных команд России. В городе также создаётся Поволжская академия физической культуры, спорта и туризма. Реконструировано, построено и строится множество крупных спортивных объектов российского и мирового уровня, в том числе один из крупнейших в стране новый футбольный стадион на 45 000 зрителей, один из немногих в стране гребной канал на озере Кабан и ряд уникально-единственных в стране объектов по некоторым видам спорта.
В городе отреставрировано и построено много мечетей (главная — Кул-Шариф, одна из крупнейших в России и Европе), православных храмов и храмы других религий, в том числе уникальный культурно-символический Храм всех религий.
В ходе российского вторжения в Украину в конце декабря 2024 года в несколько высотных жилых домов Казани попали беспилотники. Произошел пожар.